# Athanasios Abadir
Athanasios Abadir (* 18. August 1922 in El Quseyya; † 25. Mai 1992) war ein Bischof der mit Rom unierten koptisch-katholischen Kirche.

## Leben
Die Priesterweihe empfing er am 8. Juli 1950 durch den Patriarchen Stephanos I. Sidarouss. Am 18. Mai 1976 wurde er zum Auxiliarbischof von Alexandria ernannt. Die Bischofsweihe spendete ihm am 26. Mai 1976 Patriarch Stephanos I. Sidarouss; Mitkonsekratoren waren Bischof Stephanos II. Ghattas, Bischof Youhanna Nueir, OFM, Bischof Youhanna Kabes und Erzbischof Isaac Ghattas.
Am 17. Dezember 1982 wurde er zum Eparchen der Eparchie Ismayliah ernannt, ein Amt, welches er bis zu seinem Tod am 25. Mai 1992 innehatte.